# Paradrina heptarchia
Paradrina heptarchia là một loài bướm đêm trong họ Noctuidae.